# Oláh István (katona)
Oláh István (Nádudvar, 1926. december 16. – Budapest, 1985. december 15.) hadseregtábornok, honvédelmi miniszter.

## Pályája
Tanítóképzői tanulmányait megszakítva, 1945. március 15-én önként jelentkezett az új magyar hadseregbe. 1945-től párttag.

### Korai szakasza
A 16. gyalogezred katonájaként, 1945. április 13-án indult Debrecenből ezredével az ausztriai hadműveleti területre. 1945 nyarán Balatonalmádiban nevelőképző-tanfolyam hallgatója, majd századnevelő beosztást kapott. A hadseregből 1945 telén tizedesi rendfokozattal szerelt le. Ezt követően a Debreceni Református Kollégium Tanítóképző Intézetében folytatta tanulmányait, s 1947-ben tanítói oklevelet szerzett. Tanulmányait befejezve a Magyar Demokratikus Ifjúsági Szövetségben titkár, majd pártmunkás. 1947-ben újból önként jelentkezett a hadseregbe. A Honvéd Kossuth Akadémiát 1949-ben, majd a magasabb katonai ismereteket adó Honvéd Akadémiát 1952-ben végezte el. A vezérkari képesítést 1964-ben a Szovjetunióban, a Vorosilov Akadémián szerezte meg.

### Késői szakasza
Különböző csapatparancsnoki beosztásokban teljesített szolgálatot. 1954–1957 között a II. Rákóczi Ferenc Katonai Középiskola parancsnoka volt. A csapatszolgálati, valamint a tanintézeti tapasztalatai alapján 1966. szeptember 8-ától a Magyar Néphadsereg kiképzési főcsoportfőnöke. 1966. szeptember 8. és 1973. január 19. között honvédelmi miniszterhelyettes, majd a honvéd vezérkar főnöke (1973. január 19.–1984. december 6.). 1959-ben ezredes, 1966-ban vezérőrnagy, 1973-ban altábornagy, 1980-ban vezérezredes, majd 1985. szeptember 27-én hadseregtábornokká lépteti elő az Elnöki Tanács. Az MSZMP Néphadseregi Bizottságának 1970-től, az MSZMP Központi Bizottságának 1975. március 22-étől haláláig tagja volt. 1982-től a Magyar Ellenállók, Antifasiszták Szövetségének alelnöke.

### Miniszter
A Magyar Népköztársaság Elnöki Tanácsa 1984. december 6-án a Lázár-kormány honvédelmi miniszterévé választotta. A katonai felső vezetésben betöltött tisztségei alatt számos jelentős javaslatot tett a Néphadsereg kiképzési, szervezési, hadkiegészítési színvonalának növelésére, korszerűsítésére. 1985. december 15-én szívinfarktus következtében hunyt el Budapesten. A Fiumei úti sírkertben, a nagy munkásmozgalmi parcellában temették el.